# Гак (морски термин)
Гак (на нидерландски: Haak) – морското име на куката.
Гака е стоманен и се използва на корабите за повдигане на товари с кран, стрели и други приспособления, предназначени за подобни дейности.
При някои съвременни корабни гакове носа е огънат (завален) навътре, за да не може при работа да закача издадените части на бордовете, трюмовете и надстройките на съда.
Гак состоит из обуха, носка и спинки.
Корабните гакове са много разнообразни по вид и предназначение. Най-употребяваните са:
1. Прост гак (има устройство за опъване на снастите в плоскостта, перпендикулярна на самия гак).
2. Въртящ гак (насаден в обковката на блок благодарение на което може свободно да се върти)
3. Обърнат гак (прилича на простия, но ушето му е надлъжно на гака)
4. Сгъваем гак (представлява съединение на два гака с общ пръстен)
5. Пентер-гак (голям двоен гак с особена форма, поставян на лапата на котвата при вдигането и на борда на съда от вертикално в хоризонтално положение – на фиш)
6. Кат-гак (който се поставя на края на ката (снаст, подтягаща котвата към съда) и който се закача за рима на котвата)
7. Кранов гак (състои се от два гака с общ гръб, гледащи противоположно)[3][2].
8. Глагол-гак – предназначен за закрепване и бързо откачване на закрепването (бързо разкачване).
9. Гачки – краткото име на товарното приспособление от два стропа, триъгълник или пръстен, два гака. Виж снимката отдясно.